# 페랄피살로
페랄피살로(이탈리아어: Feralpisalò S.r.l.)는 롬바르디아주 살로를 연고로한 이탈리아의 축구 클럽이다. 2009년 세리에 D에 속해있던 두 팀인 AC 살로와 AC 페랄피 로나토가 병합되면서 창단되었으며, 유니폼 색깔도 AC 살로의 상징인 푸른색과 AC 페랄피 로나토의 상징인 녹색을 각각 반씩 나누었다. 현재 세리에 C (그룹 B)에 속해있다.

## 선수 명단

### 현역
참고: FIFA 자격 규정에 따라 소속된 국가대표팀 국기를 표시합니다. 선수는 복수의 FIFA 비회원국 국적을 가지고 있을 수 있습니다.
| 번호 | 포지션 | 국적     | 이름            |
| ---- | ------ | -------- | --------------- |
| 38   | MF     | 알바니아 | 클라우스 카샤리 |

| 번호 | 포지션 | 국적     | 이름          |
| ---- | ------ | -------- | ------------- |
| 85   | DF     | 알바니아 | 사무엘레 시나 |